# Le Voyage de monsieur Perrichon (film, 1934)
Pour les articles homonymes, voir Le Voyage de monsieur Perrichon (homonymie).
Pour plus de détails, voir Fiche technique et Distribution.
Le Voyage de monsieur Perrichon est un film français réalisé par Jean Tarride, sorti en 1934.

## Fiche technique
- Titre : Le Voyage de monsieur Perrichon
- Réalisation : Jean Tarride
- Scénario : Henri-André Legrand, d'après la pièce d'Eugène Labiche et Édouard Martin
- Chef décorateur : Jacques Gotko
- Décors : Robert Gys et Georges Wakhevitch
- Maquettiste : Jacques Gotko
- Photographie : Adolf Schlasy
- Son : Marcel Courmes et Joseph de Bretagne
- Montage : Jean Mamy
- Musique : André Cadou
- Production : Ceres Films
- Pays d'origine :  France
- Format :  Noir et blanc - 1,37:1 - 35 mm - son mono
- Genre : Comédie dramatique
- Durée : 90 minutes
- Date de sortie : France - 11 mai 1934

## Distribution
- Jeanne Cheirel : Madame Perrichon
- Léon Belières : Monsieur Perrichon
- Raymonde Allain : Henriette Perrichon
- André Roanne : Armand Desroches
- Arletty : Anita Mathieu
- André Alerme : le commandant Mathieu
- Jacques Maury : Daniel Savary
- Octave Berthier : Majorin
- Paul Bonifas
- Paul Asselin
- André Numès Fils
- Géo Forster
- Robert Guillon